# Читахевская ГЭС
Читахевская ГЭС (Читахеви ГЭС) — гидроэлектростанция на реке Кура в Грузии. Входит в состав Куринского каскада ГЭС, являясь его верхней ступенью. Первый агрегат ГЭС пущен в 1949 году. Начальником строительства Читахевскои ГЭС был Чкареули Леван Николаевич.
Конструктивно представляет собой типичную деривационную ГЭС, работающую на стоке реки, не имеющую водохранилища и бассейна суточного регулирования. Гидравлическая схема станции подразумевает использование перепада высот на спрямлении излучины Куры. Состав сооружений ГЭС:
- бетонная четырёхпролётная водосливная плотина;
- водоприёмник с донными промывными галереями;
- открытый деривационный саморегулирующий канал длиной 2527 м;
- напорный тоннель длиной 2890 м;
- уравнительный резервуар цилиндрического типа высотой 30 м и диаметром 17 м;
- трёхниточный металлический турбинный водовод длиной 181 м, соединённый с напорным тоннелем металлической развилкой;
- помещение дисковых затворов;
- здание ГЭС;
- отводящий канал;

Мощность ГЭС — 21 МВт, среднегодовая выработка — 109 млн.кВт·ч. В здании ГЭС установлено 3 гидроагрегата с вертикальными радиально-осевыми турбинами, работающими при расчётном напоре 33,2 м (максимальный напор 40,6 м), максимальный расход через каждую турбину — 20 м³/сек. Турбины приводят в действие гидрогенераторы мощностью по 9 МВт.
Читахевская ГЭС принадлежит чешской компании Energo-Pro. Оборудование ГЭС устарело, нуждается в замене и реконструкции.